# Lionheart 84

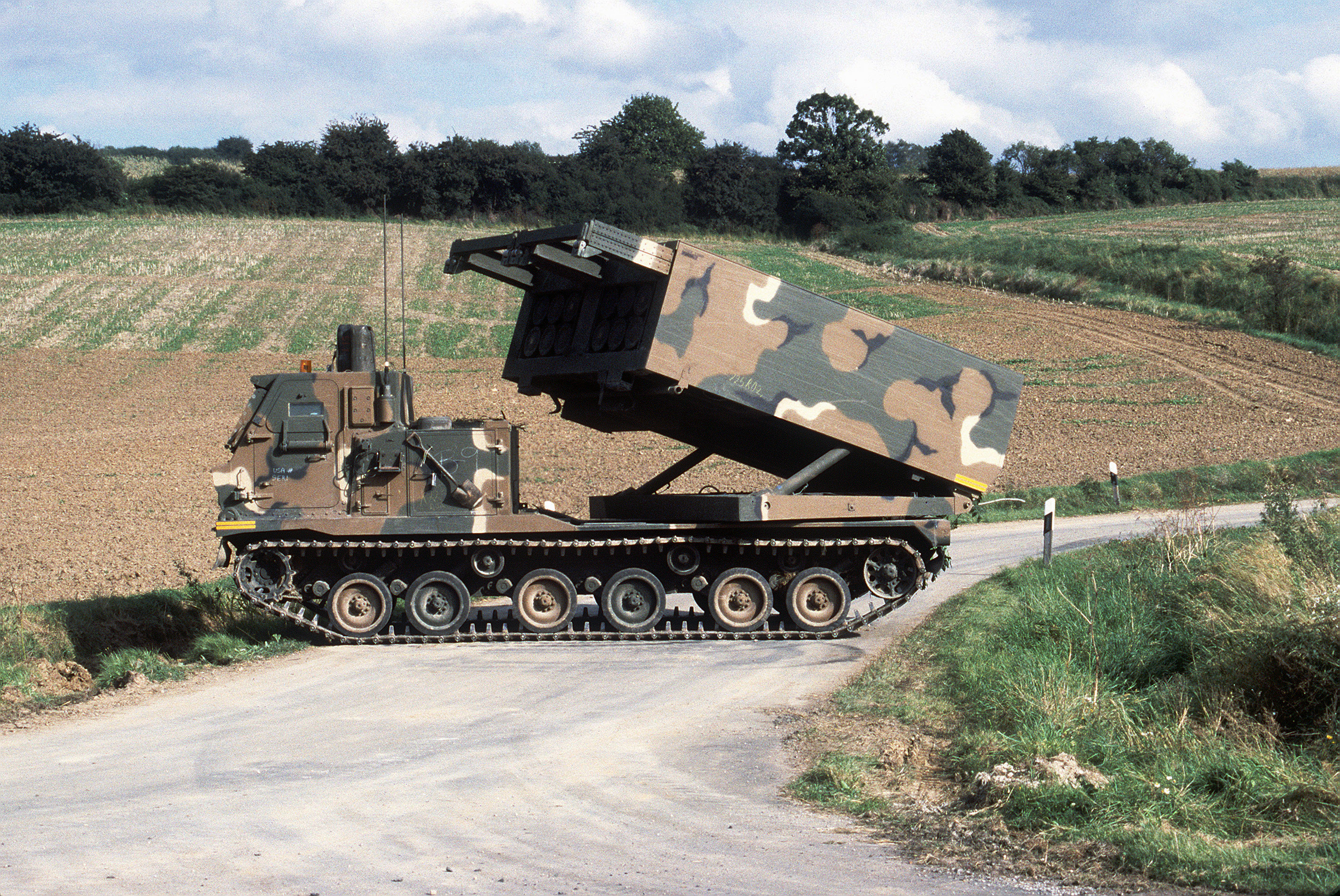
MLRS-Raketenwerfer auf der Übung Spear Point 84

Lionheart war ein britisches FTX-Militärmanöver im südlichen Niedersachsen, welches im Herbst 1984 stattfand und an dem insgesamt 131.000 NATO-Soldaten teilnahmen.

## Truppengliederung
Die BAOR (British Army of Rhine) stellte die verteidigende Truppe BLAU. Die Verstärkungen setzten sich aus 17.000 aktiven Soldaten der regulären Armee, 39.500 Reservisten plus TA-Soldaten und 1.200 Angehörigen der RAF zusammen. Im eigentlichen Kampfgebiet waren 6.500 BRSC-Truppen, 42.000 Soldaten des I. Britischen Korps und 12.000 Angehörige der Royal Air Force im Einsatz. Außerdem 6.300 Bundeswehr-Soldaten, 3.500 holländische und 3.400 US-Soldaten. Darüber hinaus 135 Militärpersonen aus den Commonwealth-Ländern. Die Feinddarstellung, hier verkörpert durch die ORANGE-Verbände, wurde von Teilen der 1. Panzerdivision aus Hannover, der Panzergrenadierbrigade 1 aus Hildesheim, der 41. NL-Armored Brigade (Panzerbrigade), der 1. US-Armored Brigade, der 5. British Airborne Brigade (Fallschirmjägerbrigade) und zusätzlichen britischen, deutschen oder US-amerikanischen Truppen geleistet. Außerdem waren ihnen Luftverbände der 2. ATAF unterstellt.

### Übungsgliederung Spearpoint
Die Übungstruppe BLAU setzte sich wie folgt zusammen:
- Headquarters I. UK-Korps
  - Divisionsartillerie
- 6. UK-Airmobile Brigade, (BAOR, Task Force FOXTROTT), St. Sebastian Barracks in Soest
- 2nd UK-Infantry Division, York
  - 15th UK-Infantry Brigade/15 (North East) Brigade, Imphal Barracks, York
  - 49th UK-Infantry Brigade, Chetwynd Barracks, Chilwell
- 3rd UK-Armoured Division, Soest
  - 4th UK-Armoured Brigade (BAOR, Task Force CHARLIE), York Barracks, Münster
  - 19th UK-Infantry Brigade/19th Light Brigade, Catterick Garrison, Richmond, North Yorkshire
  - 24th UK-Infantry Brigade
- 4th UK-Armoured Division, Herford
  - 11th Armoured Brigade, (Task Force GOLF) in Minden
  - 20th Armoured Brigade
  - 33th Armoured Brigade (Task Force ECHO) in Paderborn
- Heimatschutzbrigade 53, Düren

ORANGE gliederte sich wie folgt:
- Stab der 1. Panzerdivision, Hannover
  - Panzergrenadierbrigade 1, Hildesheim
- 41. NL-Pantserbrigade (41. PzBrig), Seedorf, Hohne und Langemannshof (4. Division/4e Divisie)
  - 41. Pantserbataillon (41. PzBtl.)
  - 43. Pantserbataillon (41. PzBtl.)
  - 42. Mech. Infanteriebataillon (42. PzGrenBtl)
  - A-Eskadron, 103. Verkenningsbataljon, Seedorf (103. PzAufklBtl)
  - 41. Pantserluchtdoelartilleriebatterij, Langemannshof und weitere Truppenteile aus den Niederlanden

REFORGER-Truppen:
- 2nd US-Armored Division, Fort Hood, Texas
  - 1st Brigade
  - 1st Battalion/67th Armored Regiment
  - 3rd Battalion/67th Armored Regiment
  - 2nd Battalion/41st Infantry Regiment

Sonstige Truppen
- Flusspionierkompanie 800, Neuwied
- Flusspionierkompanie 801, Krefeld
- Feldjägerbataillon 730, Düsseldorf
- 5. UK-Airmobile Brigade für beide Seiten

## Auftrag
Die beiden britischen Divisionen der Konfliktpartei BLAU hatten den Auftrag erhalten, am Vorderen Rand der Verteidigung (VRV) ein Verzögerungs- und Verteidigungsgefecht gegen eingebrochene Panzerkräfte von ORANGE zu führen. Zu den Aufträgen der BRSC gehörten die Aufrechterhaltung der Luftunterstützung, der Kommunikations- und Fernmeldeverbindungen, der Nachschub bis zu den Kampftruppen des I. BR-Korps am VRV und das Ausfliegen von Verwundeten.

## Umfang
Die Übung Lionheart 84, deren Vorbereitung und Vorlaufphase bereits 1982 begann, dauerte insgesamt vom 3. September bis 5. Oktober 1984 und untergliederte sich in zwei operative Phasen:
1. Übung Exercise „Full Flow“: in erster Linie über den gesamten Zeitraum für die BRSC (British Support Forces)-Kampfunterstützungstruppen im rückwärtigen Korpsgebiet[6]. „Full Flow“ begann mit der Anlandung britischer Truppen über den Ärmelkanal in den belgischen Seehäfen Ostende und Zeebrügge und endete mit dem Überqueren des Rheins vom 16. bis 19. September 1984 bis zum Erreichen des Korpsgefechtsstreifens des I. BR-Korps östlich von Düsseldorf.
2. Übung Exercise „Spear Point“: die eigentliche Gefechtsübung des I. BR-Korps mit den beiden Verbänden 4. und 3. Armoured Division am VRV südlich von Hildesheim im Zeitraum vom 17. bis 27. September 1984.

## Ablauf
Die Teilübung „Spear Point“ konzentrierte sich auf ein Übungsszenario des Verteidigungs- und Verzögerungsgefechtes im hügeligen Gelände des südlichen Niedersachsens. Im Landkreis Northeim griffen am 19. September Angriffsspitzen der 2nd US-Armored Division („Hell on Wheels“) und der 41. NL-Panzerbrigade bei Dassel im Solling eingegrabene Kräfte der 2. UK-Division an. Die Feuerstellungen von ORANGE befanden sich in den Hügeln des Leineberglandes im Raum Immensen und Stöckheim. Die Brücken über den Fluss Ilme waren gesprengt, so dass hier eine Gewässerüberquerung deutlich erschwert wurde. ORANGE schlug mithilfe des  Brückenlegepanzers Biber mehrere Panzerschnellbrücken über den ca. 12 Meter breiten Fluss. Erste Angriffsversuche des Gegners mit den neuartigen Leopard 2A4 Panzern des holländischen Heeres und den M1 Abrams Kampfpanzern der US-Amerikaner scheiterten in der Enge zwischen Dassel und Lüthorst. Das Angriffsziel Weser konnte nicht erreicht werden. Bei Lüthorst und Wangelnstedt erzielten die Briten mithilfe von panzerbrechenden Waffen Abwehrerfolge. Abgesessene Infanterie lieferte sich im Raum Lauenberg, Wellersen und Ellensen eine Reihe von Feuergefechten. Während sich im Einbecker Becken zwischen Dassel und Hollenstedt sich die Panzerverbände von ORANGE konzentrierten, formierten sich die britischen Verbände von der B 64 zwischen Eschershausen und Greene zu einem Gegenangriff in die rechte Flanke des Angreifers. Im Laufe der weiteren Kampfhandlungen wurde BLAU jedoch über die Leine und die BAB 7 nach Süden abgedrängt.

## Neuerungen
Während des Manövers Lionheart 84 wurde eine Reihe neuer Gefechtsfahrzeuge auf ihre Einsatztauglichkeit geprüft. Darunter gehörten zum Beispiel der Leopard 2A4, der M1, M2/M3, der britische Kampfpanzer Challenger 1, der MCV 80 „Warrior“ und der Saxon-Mannschaftstransporter.

## Medien
- Die großen Übungen der Bundeswehr 2. DVD. Breucom-Medien, 2011, ISBN 978-3-940433-33-6.